# 이팽조
이팽조(利彭祖, ? ~ 기원전 141년)는 전한 초기의 관료로, 개국공신 이창의 손자이다.

## 생애
문제 15년(기원전 165년), 아버지 이희의 뒤를 이어 대후(軑侯)에 봉해졌다.
경제 중5년(기원전 145년), 봉상에 임명되었다.
이듬해, 봉상의 명칭이 태상(太常)으로 바뀌었다. 이팽조는 그대로 태상으로 유임되었다.
경제 후3년(기원전 141년)에 죽었고, 작위는 아들 이질이 이었다.

## 출전
- 사마천, 《사기》 권19 혜경간후자연표
- 반고, 《한서》 권16 고혜고후문공신표